# Трилогија 2: Девичанска острва
Трилогија 2: Девичанска острва је  мини-албум српског и југословенског рок бенда Рибља чорба.

## Опште информације
Албум је објављен 21. марта 2006. године под окриљем издавачке куће M Factory, а сниман је у студију „О” у Београду у периоду од 15. децембра 2005. до 15. фебруара 2006. године. Омот албума радили су Јакша и Југослав Влаховић.

## Листа песама
| №  | Назив                | Трајање |  |
| 1. | Било је жена         | 5:00    |  |
| 2. | Лети чича преко баре | 3:48    |  |
| 3. | Девичанска острва    | 3:40    |  |
| 4. | Песма са поруком     | 3:13    |  |
| 5. | Пандорина кутија     |         |  |